# Olympische Sommerspiele 2004/Leichtathletik – 1500 m (Frauen)
Der 1500-Meter-Lauf der Frauen bei den Olympischen Spielen 2004 in Athen wurde am 24., 26. und 28. August 2004 im Olympiastadion Athen ausgetragen. 45 Athletinnen nahmen teil.
Olympiasiegerin wurde die Britin Kelly Holmes. Sie siegte vor der Russin Tatjana Tomaschowa und der Rumänin Maria Cioncan.
Athletinnen aus Deutschland, der Schweiz, Österreich und Liechtenstein nahmen nicht teil.

## Aktuelle Titelträgerinnen
| Olympiasiegerin 2000                      | Nouria Mérah-Benida ( Algerien)            | 4:05,10 min                                | Sydney 2000        |
| Weltmeisterin 2003                        | Tatjana Tomaschowa ( Russland)             | 3:58,52 min                                | Paris 2003         |
| Europameisterin 2002                      | Süreyya Ayhan ( Türkei)                    | 3:58,79 min                                | München 2002       |
| Panamerikanische Meisterin 2003           | Adriana Muñoz ( Kuba)                      | 4:09,57 min                                | Santo Domingo 2003 |
| Zentralamerika und Karibik-Meisterin 2003 | Wettbewerb nicht im Meisterschaftsprogramm | Wettbewerb nicht im Meisterschaftsprogramm | St. George’s 2003  |
| Südamerika-Meisterin 2003                 | Juliana de Azevedo ( Brasilien)            | 4:17,54 min                                | Barquisimeto 2003  |
| Asienmeisterin 2003                       | Tatjana Borissowa ( Kirgisistan)           | 4:15,97 min                                | Manila 2003        |
| Afrikameisterin 2004                      | Nancy Langat ( Kenia)                      | 4:24,56 min                                | Brazzaville 2004   |
| Ozeanienmeisterin 2002                    | Liz Auld ( Neuseeland)                     | 4:38,37 min                                | Christchurch 2002  |

## Rekorde

### Bestehende Rekorde
| Weltrekord         | 3:50,46 min | Qu Yunxia ( Volksrepublik China) | Peking, Volksrepublik China | 11. September 1993 |
| Olympischer Rekord | 3:53,96 min | Paula Ivan ( Rumänien)           | Finale OS Seoul, Südkorea   | 1. Oktober 1988    |

Der bestehende olympische Rekord wurde auch bei diesen Spielen nicht erreicht. Die britische Olympiasiegerin Kelly Holmes verfehlte den Rekord im schnellsten Rennen, dem Finale, mit ihren 3:57,90 min um 3,94 Sekunden. Zum Weltrekord fehlten ihr 7,44 Sekunden.

### Rekordverbesserung
Es wurde ein Landesrekord aufgestellt:

3:57,90 min – Kelly Holmes (Großbritannien), Finale am 28. August

## Vorrunde
Insgesamt wurden drei Vorläufe absolviert. Für das Halbfinale qualifizierten sich pro Lauf die ersten fünf Athletinnen (hellblau unterlegt). Darüber hinaus kamen die neun Zeitschnellsten, die sogenannten Lucky Loser (hellgrün unterlegt), weiter.
Anmerkung: Alle Zeitangaben sind auf Ortszeit Athen (UTC+2) bezogen.

### Vorlauf 1

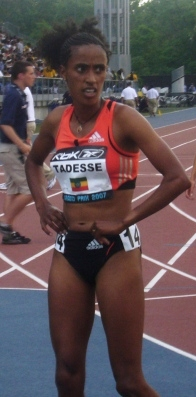
Mestawat Tadesse – ausgeschieden als Elfte des ersten Vorlaufs

24. August 2004, 20:30 Uhr
| Platz | Name                   | Nation         | Zeit (min) |
| ----- | ---------------------- | -------------- | ---------- |
| 1     | Tatjana Tomaschowa     | Russland       | 4:06,06    |
| 2     | Natalija Tobias        | Ukraine        | 4:06,06    |
| 3     | Nuria Fernández        | Spanien        | 4:06,29    |
| 4     | Anna Jakubczak-Pawelec | Polen          | 4:06,37    |
| 5     | Elvan Abeylegesse      | Türkei         | 4:06,42    |
| 6     | Carrie Tollefson       | USA            | 4:06,46    |
| 7     | Hayley Tullett         | Großbritannien | 4:07,27    |
| 8     | Carla Sacramento       | Portugal       | 4:07,73    |
| 9     | Courtney Babcock       | Kanada         | 4:08,18    |
| 10    | Latifa Essarokh        | Frankreich     | 4:09,08    |
| 11    | Mestawat Tadesse       | Äthiopien      | 4:11,78    |
| 12    | Elena Antoci           | Rumänien       | 4:11,48    |
| 13    | Silvia Felipo          | Andorra        | 4:44,40    |
| 14    | Sloan Siegrist         | Guam           | 4:44,53    |
| DNS   | Nouria Mérah-Benida    | Algerien       |            |
| DNS   | Bouchra Ghezielle      | Marokko        |            |

### Vorlauf 2

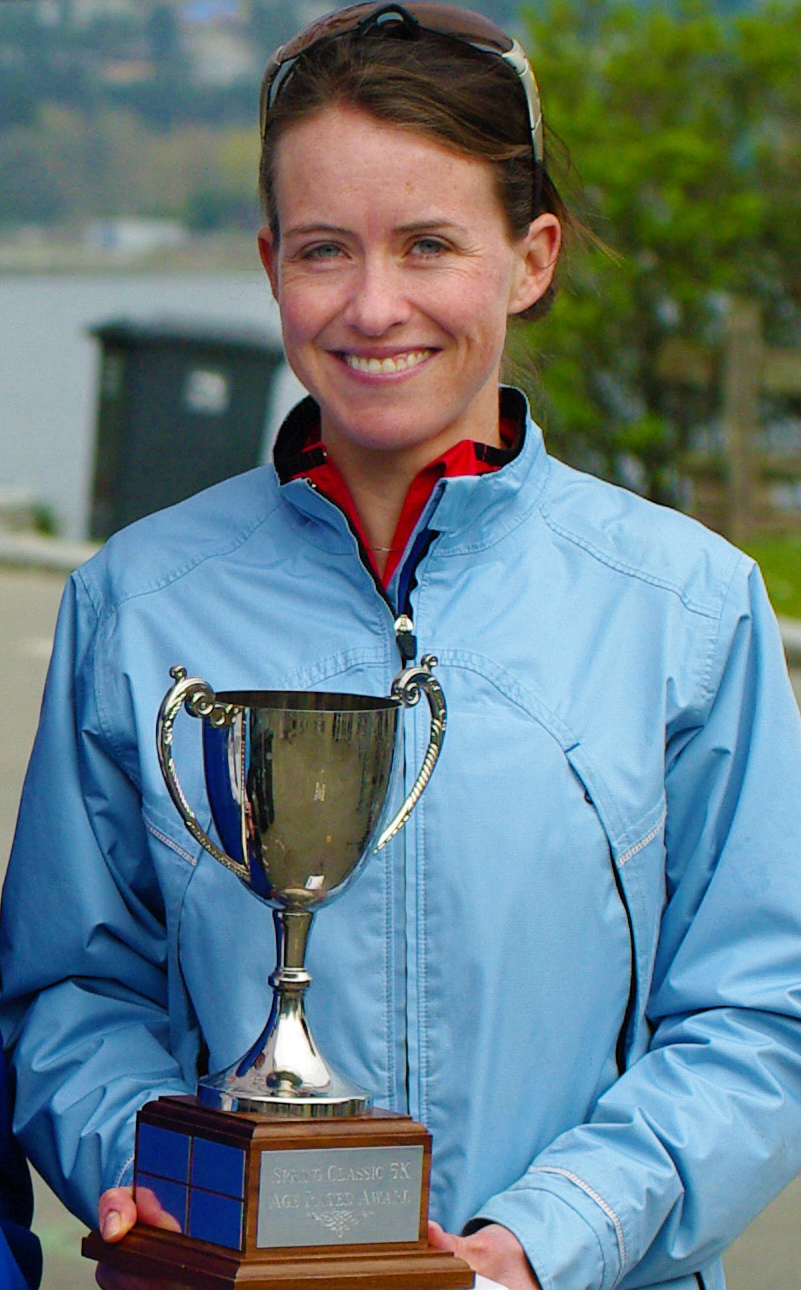
Malindi Elmore – ausgeschieden als Zehnte des zweiten Vorlaufs
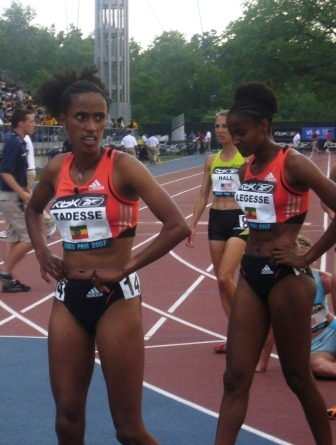
Meskerem Legesse (rechts) – ausgeschieden als Zwölfte des zweiten Vorlaufs
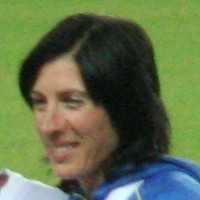
Iryna Lischtschynska – im zweiten Vorlauf nicht im Ziel

24. August 2004, 20:38 Uhr
| Platz | Name                 | Nation                  | Zeit (min) |
| ----- | -------------------- | ----------------------- | ---------- |
| 1     | Natalja Jewdokimowa  | Russland                | 4:05,55    |
| 2     | Kelly Holmes         | Großbritannien          | 4:05,58    |
| 3     | Daniela Jordanowa    | Bulgarien               | 4:05,87    |
| 4     | Maria Martins        | Frankreich              | 4:05,95    |
| 5     | Hasna Benhassi       | Marokko                 | 4:05,98    |
| 6     | Lidia Chojecka       | Polen                   | 4:06,13    |
| 7     | Iris Fuentes-Pila    | Spanien                 | 4:06,32    |
| 8     | Nahida Touhami       | Algerien                | 4:06,41    |
| 9     | Konstadina Efedaki   | Griechenland            | 4:06,73    |
| 10    | Malindi Elmore       | Kanada                  | 4:09,81    |
| 11    | Jasminka Guber       | Bosnien und Herzegowina | 4:17,75    |
| 12    | Meskerem Legesse     | Äthiopien               | 4:18,03    |
| 13    | Alina Cucerzan       | Rumänien                | 4:18,07    |
| 14    | Elena Guerra         | Uruguay                 | 4:35,31    |
| 15    | Kanchi Maya Koju     | Nepal                   | 4:38,17    |
| DNF   | Iryna Lischtschynska | Ukraine                 |            |

### Vorlauf 3

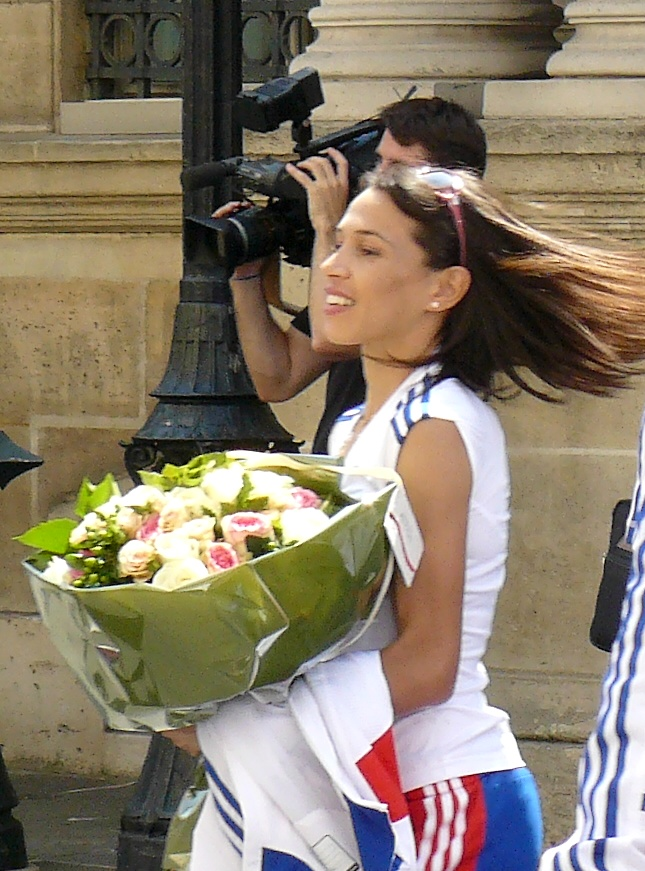
Hind Dehiba Chahyd – ausgeschieden als Achte des dritten Vorlaufs
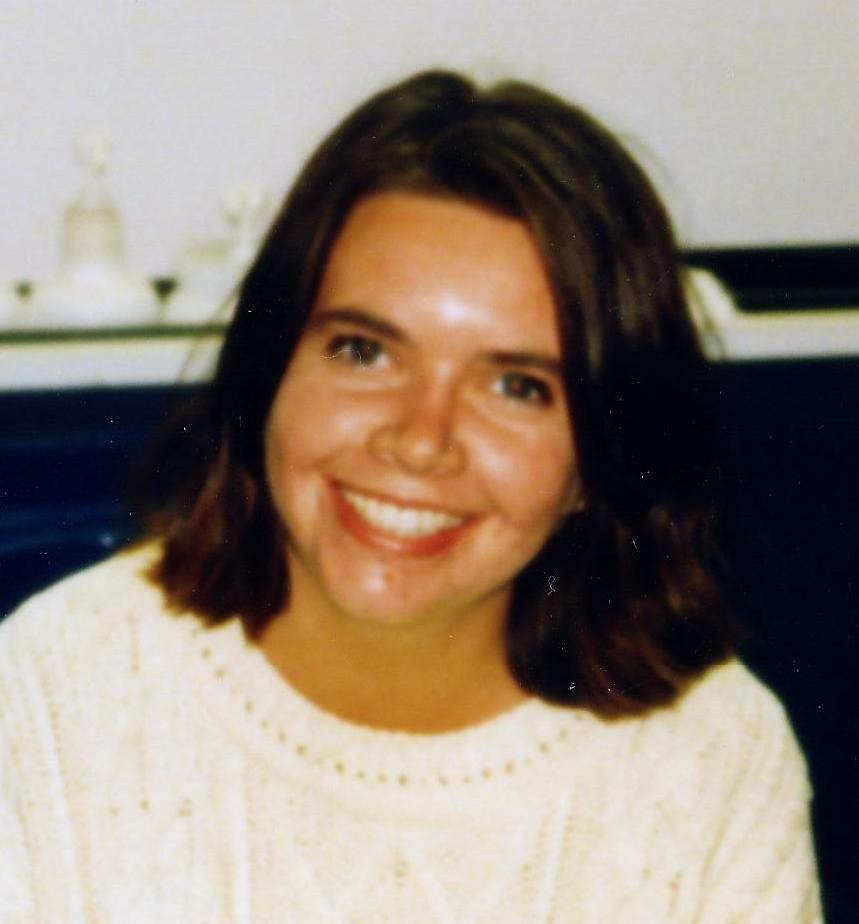
Trine Pilskog – ausgeschieden als Zehnte des dritten Vorlaufs
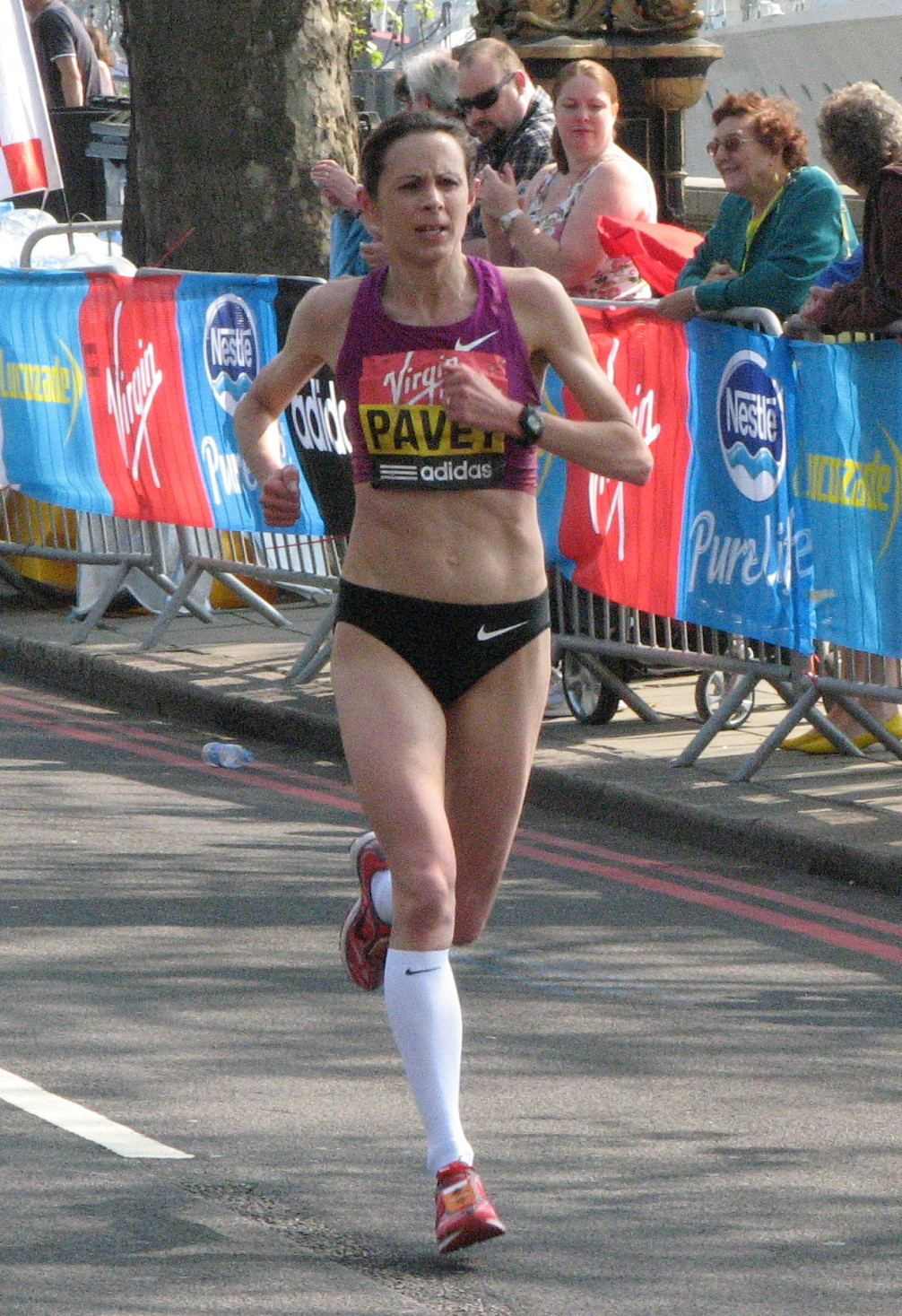
Joanne Pavey – ausgeschieden als Dreizehnte des dritten Vorlaufs

24. August 2004, 20:46 Uhr
| Platz | Name                 | Nation         | Zeit (min) |
| ----- | -------------------- | -------------- | ---------- |
| 1     | Maria Cioncan        | Rumänien       | 4:06,68    |
| 2     | Carmen Douma-Hussar  | Kanada         | 4:06,90    |
| 3     | Wioletta Frankiewicz | Polen          | 4:06,91    |
| 4     | Nancy Langat         | Kenia          | 4:06,94    |
| 5     | Kutre Dulecha        | Äthiopien      | 4:06,95    |
| 6     | Olga Jegorowa        | Russland       | 4:07,14    |
| 7     | Natalia Rodríguez    | Spanien        | 4:07,19    |
| 8     | Hind Dehiba Chahyd   | Frankreich     | 4:07,96    |
| 9     | Nelya Neporadna      | Ukraine        | 4:08,60    |
| 10    | Trine Pilskog        | Norwegen       | 4:08,61    |
| 11    | Sarah Jamieson       | Australien     | 4:09,25    |
| 12    | Judit Varga          | Ungarn         | 4:09,36    |
| 13    | Joanne Pavey         | Großbritannien | 4:12,50    |
| 14    | Tatjana Borissowa    | Kirgisistan    | 4:13,36    |
| 15    | Sumaira Zahoor       | Pakistan       | 4:49,33    |
| DNS   | Rosa Saul            | Angola         |            |

## Halbfinale
Für das Finale qualifizierten sich pro Lauf die ersten fünf Athletinnen (hellblau unterlegt). Darüber hinaus kamen die zwei Zeitschnellsten, die sogenannten Lucky Loser (hellgrün unterlegt), weiter.

### Lauf 1
26. August 2004, 20:30 Uhr
| Platz | Name                   | Nation         | Zeit (min) |
| ----- | ---------------------- | -------------- | ---------- |
| 1     | Maria Cioncan          | Rumänien       | 4:06,69    |
| 2     | Anna Jakubczak-Pawelec | Polen          | 4:06,77    |
| 3     | Tatjana Tomaschowa     | Russland       | 4:06,80    |
| 4     | Elvan Abeylegesse      | Türkei         | 4:07,10    |
| 5     | Hasna Benhassi         | Marokko        | 4:07,39    |
| 6     | Natalija Tobias        | Ukraine        | 4:07,55    |
| 7     | Nancy Langat           | Kenia          | 4:07,57    |
| 8     | Kutre Dulecha          | Äthiopien      | 4:07,63    |
| 9     | Nuria Fernández        | Spanien        | 4:07,68    |
| 10    | Iris Fuentes-Pila      | Spanien        | 4:07,69    |
| 11    | Hayley Tullett         | Großbritannien | 4:08,92    |
| 12    | Konstadina Efedaki     | Griechenland   | 4:09,37    |

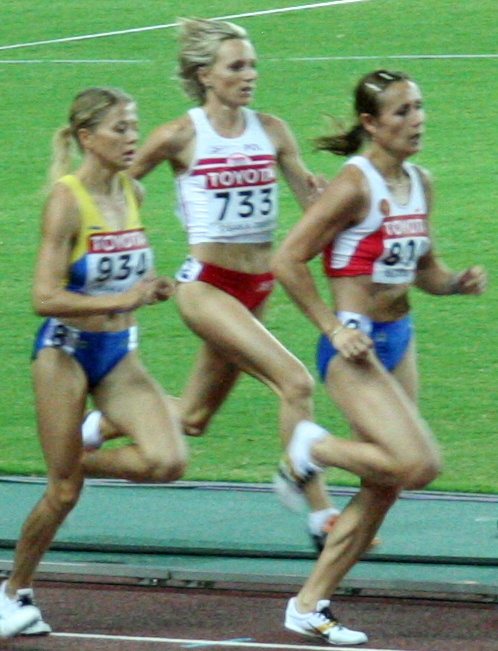
Natalija Tobias (gelbes Trikot) – ausgeschieden als Sechste
des ersten Halbfinals

Weitere im ersten Halbfinale ausgeschiedene Läuferinnen:

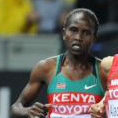
Nancy Langat – Rang sieben
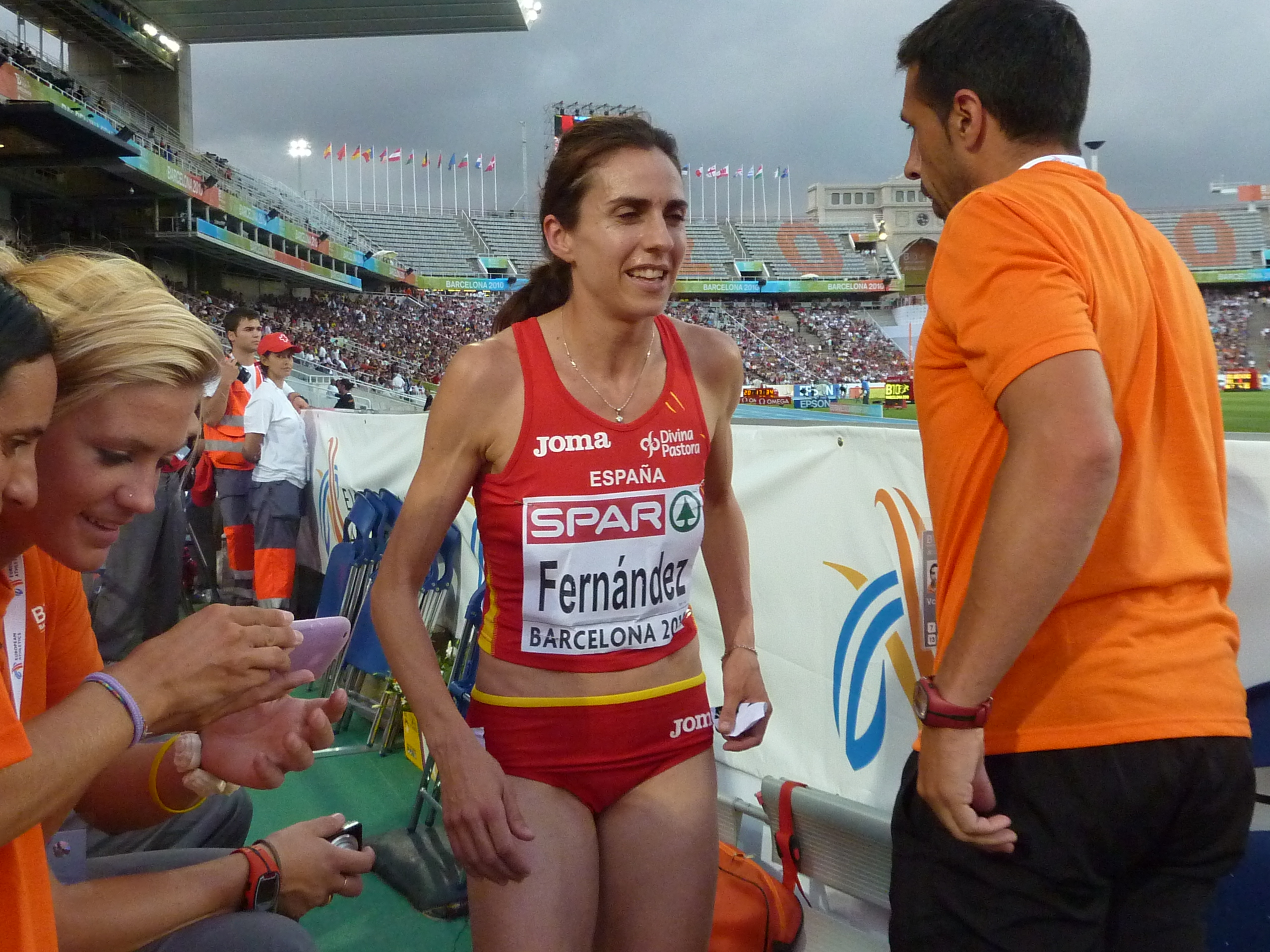
Nuria Fernández – Rang neun
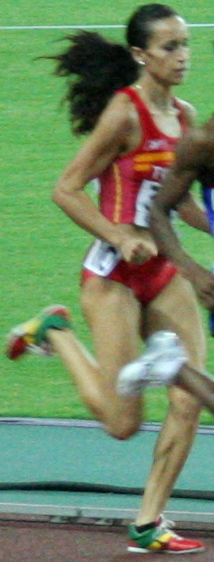
Iris Fuentes-Pila – Rang zehn

### Lauf 2

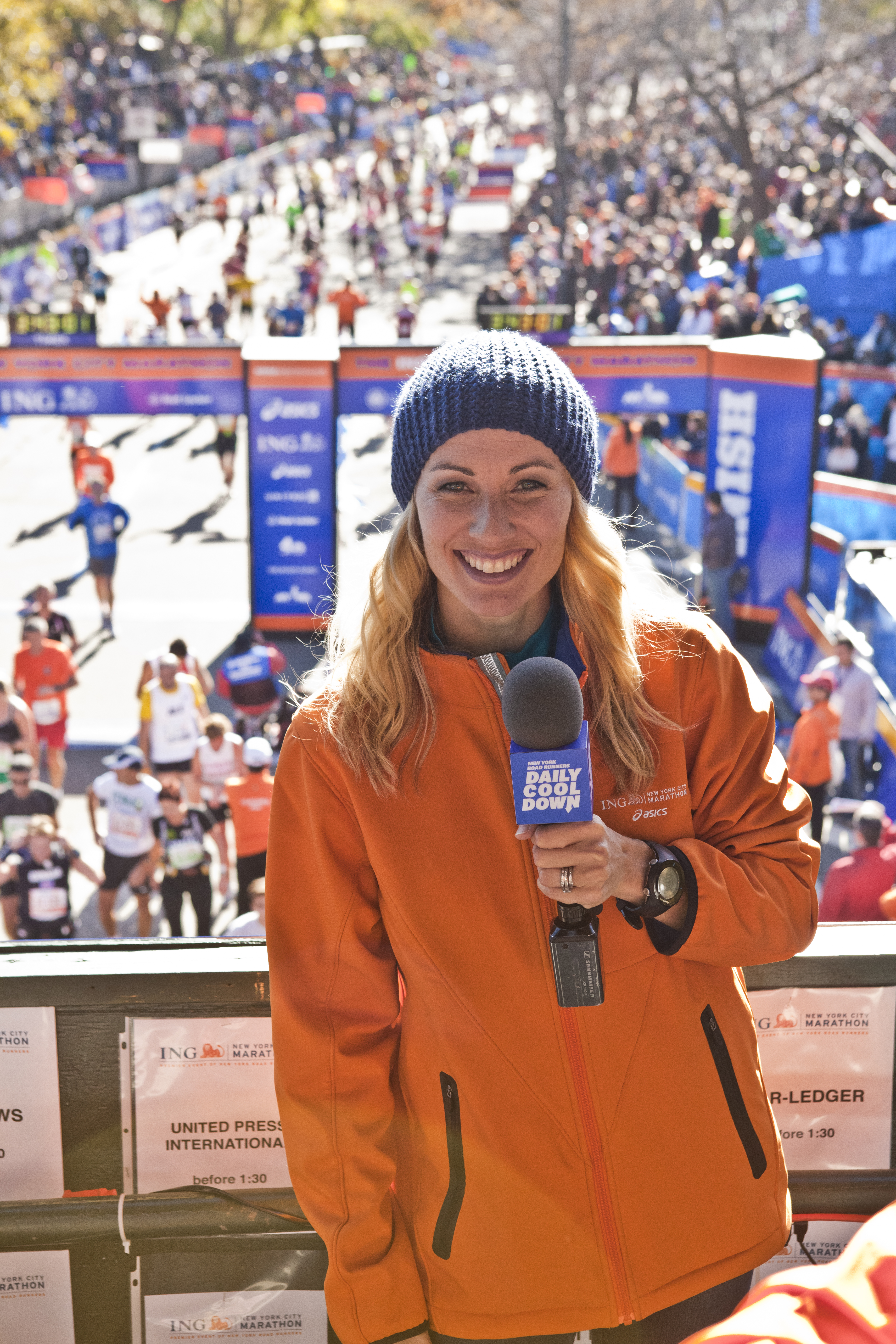
Carrie Tollefson – ausgeschieden als Neunte des zweiten Halbfinals

26. August 2004, 20:41 Uhr
| Platz | Name                 | Nation         | Zeit (min) |
| ----- | -------------------- | -------------- | ---------- |
| 1     | Natalja Jewdokimowa  | Russland       | 4:04,66    |
| 2     | Kelly Holmes         | Großbritannien | 4:04,77    |
| 3     | Lidia Chojecka       | Polen          | 4:04,83    |
| 4     | Natalia Rodríguez    | Spanien        | 4:04,91    |
| 5     | Daniela Jordanowa    | Bulgarien      | 4:04,94    |
| 6     | Carmen Douma-Hussar  | Kanada         | 4:05,09    |
| 7     | Olga Jegorowa        | Russland       | 4:05,57    |
| 8     | Nahida Touhami       | Algerien       | 4:07,21    |
| 9     | Carrie Tollefson     | USA            | 4:08,55    |
| 10    | Carla Sacramento     | Portugal       | 4:10,85    |
| 11    | Wioletta Frankiewicz | Polen          | 4:11,41    |
| 12    | Maria Martins        | Frankreich     | 4:12,76    |

## Finale
28. August 2004, 20:30 Uhr
| Platz | Name                   | Nation         | Zeit (min) | Anmerkung |
| ----- | ---------------------- | -------------- | ---------- | --------- |
| 1     | Kelly Holmes           | Großbritannien | 3:57,90    | NR        |
| 2     | Tatjana Tomaschowa     | Russland       | 3:58,12    |           |
| 3     | Maria Cioncan          | Rumänien       | 3:58,39    |           |
| 4     | Natalja Jewdokimowa    | Russland       | 3:59,05    |           |
| 5     | Daniela Jordanowa      | Bulgarien      | 3:59,10    |           |
| 6     | Lidia Chojecka         | Polen          | 3:59,27    |           |
| 7     | Anna Jakubczak-Pawelec | Polen          | 4:00,15    |           |
| 8     | Elvan Abeylegesse      | Türkei         | 4:00,67    |           |
| 9     | Carmen Douma-Hussar    | Kanada         | 4:02,31    |           |
| 10    | Natalia Rodríguez      | Spanien        | 4:03,01    |           |
| 11    | Olga Jegorowa          | Russland       | 4:05,65    |           |
| 12    | Hasna Benhassi         | Marokko        | 4:12,90    |           |

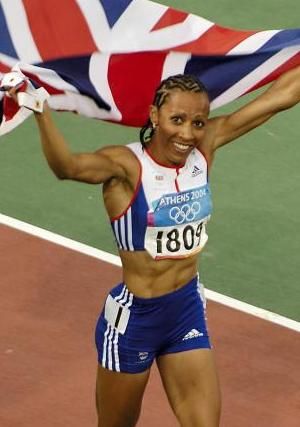
Kelly Holmes lief hier zu ihrem zweiten Olympiasieg

Für das Finale hatten sich drei Russinnen und zwei Polinnen qualifiziert. Komplettiert wurde das Feld durch je eine Teilnehmerin aus Bulgarien, Großbritannien, Kanada, Marokko, Rumänien, Spanien und der Türkei.
Favoritin auf den Sieg war die amtierende Weltmeisterin Tatjana Tomaschowa aus Russland. Ihre stärksten Konkurrentinnen waren ihre beiden Mannschaftskameradinnen Natalja Jewdokimowa und Olga Jegorowa sowie die britische Olympiasiegerin über 800 Meter Kelly Holmes. Schwer einzuschätzen auf dieser Strecke war die Marokkanerin Hasna Benhassi. Immerhin hatte sie fünf Tage zuvor nur knapp hinter Holmes Silber über 800 Meter gewonnen.
Die ersten Runden wurden von den Russinnen angeführt mit Jewdokimowa in der Führungsposition. Die erste 400-Meter-Zwischenzeit betrug 1:03,59 min, die zweite 1:05,05 min. Das Rennen war nicht langsam, aber ging auch nicht in Richtung Welt- oder Olympiarekord. Das Feld blieb in allerdings lang gestreckter Formation weitgehend zusammen. Auch das Tempo der dritten Runde – 1:04,18 min – bewegte sich im Rahmen der ersten beiden 400-Meter-Abschnitte. Das Rennen begann so richtig eigentlich erst in der Zielkurve. Holmes attackierte jetzt von Position fünf aus und versuchte außen an den Russinnen vorbeizukommen. Als es auf die Zielgerade ging, lag Jewdokimowa immer noch knapp vorn. Doch ihre Kräfte ließen jetzt deutlich nach. Kelly Holmes spielte ihre Spurtfähigkeiten aus und wurde auch auf der 1500-Meter-Strecke Olympiasiegerin. Hinter ihr erkämpfte sich die Tatjana Tomaschowa Silber, die Rumänin Maria Cioncan kam auf den Bronzeplatz vor Natalja Jewdokimowa und der Bulgarin Daniela Jordanowa. Die beiden Polinnen Lidia Chojecka und Anna Jakubczak-Pawelec belegten die Ränge sechs und sieben.
Kelly Holmes war die erste Medaillengewinnerin und Olympiasiegerin aus Großbritannien in dieser Disziplin.

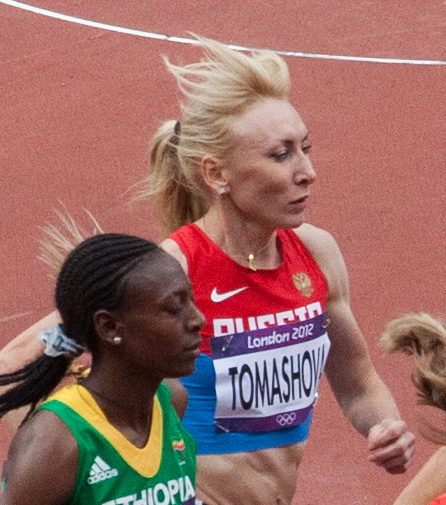
Tatjana Tomaschowa (rotes Trikot) errang die Silbermedaille
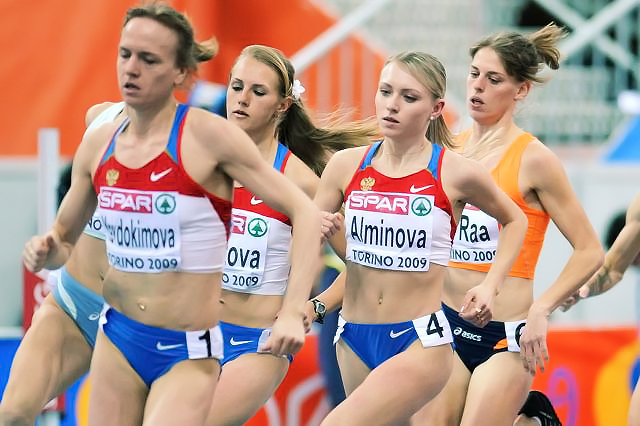
Natalja Jewdokimowa (hier führend in einem Rennen des Jahres 2009) erreichte Platz vier
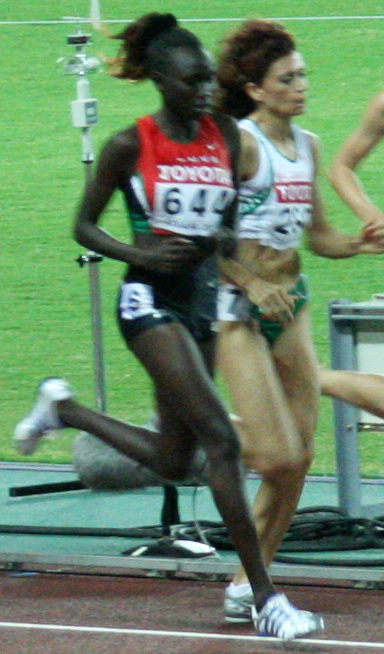
Rang fünf für Daniela Jordanowa (rechts)

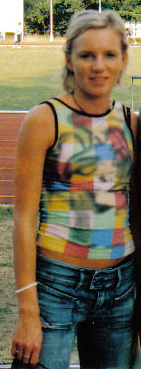
Lidia Chojecka belegte Rang sechs
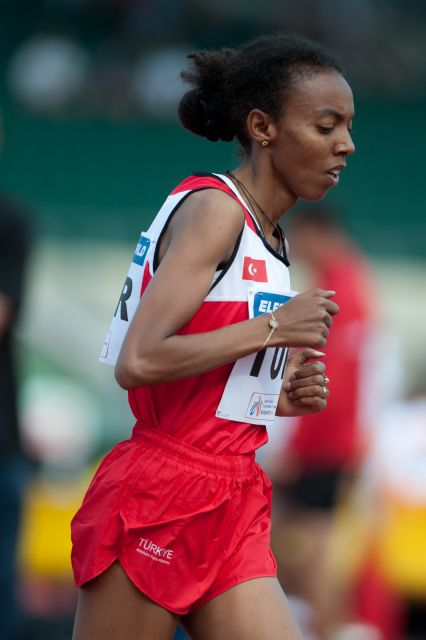
Die achtplatzierte Elvan Abeylegesse
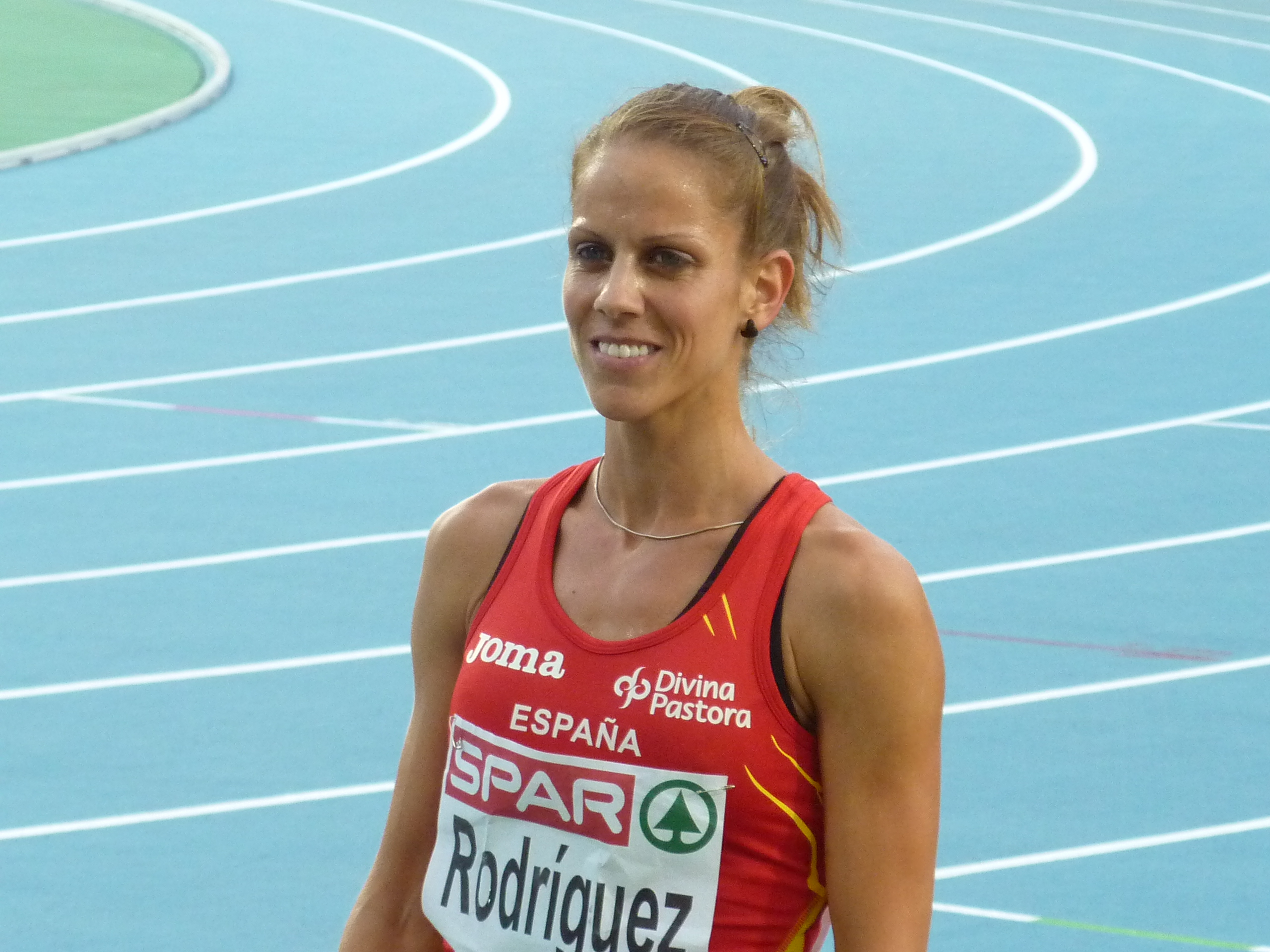
Natalia Rodríguez kam im Finale auf den zehnten Platz
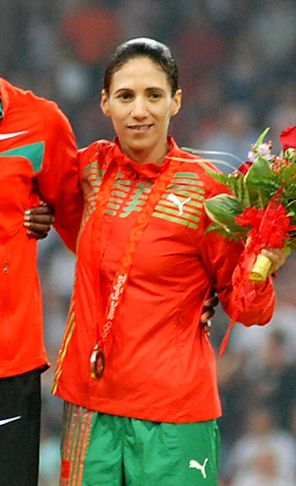
Hasna Benhassi wurde Olympiazwölfte

## Video
- Athletics - Women's 1500M - Athens 2004 Summer Olympic Games, youtube.com, abgerufen am 24. Februar 2022